# Diego Parassole
Diego Parassole (Alessandria, 7 ottobre 1963) è un comico e cabarettista italiano.

## Biografia
Dopo la maturità si iscrive all'Università degli Studi di Torino, a Medicina veterinaria, superando 34 esami. La vena artistica nasce per pagare la retta universitaria. Crea vari personaggi dal meccanico Pistolazzi che si lamenta del caro-prezzi italiano, a se stesso che parla di storie di vita quotidiana e delle ingiustizie del sistema giudiziario italiano, col suo tipico accento tra il piemontese e il dialetto lombardo occidentale. Suscita nel pubblico ilarità e, nello stesso tempo, una certa attenzione e complicità. La sua fortuna televisiva iniziò nel 2004 con la partecipazione a varie puntate di  Zelig Circus.
Partecipò inoltre all'episodio Natale a casa Vianello dell'omonima sit-com, nei panni di Nicola, un ragazzo originario di Bari, trasferitosi in Inghilterra, che passerà il Natale ospite dai Vianello.
Partecipò infine all'episodio "L'orgoglio di Mariano" della sit-com Belli dentro.
Dal 2009 infine, anno di nascita della figlia,  collabora con associazioni e cooperative dedicate a vari temi ambientali, cambiamento climatico, economia circolare e campagne anti-spreco alimentare.